# Alberto Barracco
Alberto Barracco (Isola di Capo Rizzuto, 14 dicembre 1855 – Napoli, 16 gennaio 1909) è stato un politico italiano.

## Biografia
Barracco nacque ad Isola di Capo Rizzuto il 14 dicembre 1855; appartenne alla nobile famiglia crotonese dei Barracco.
Fu deputato nella XIX, XX, XXI e XXII legislatura del Regno d'Italia.
Alberto Barracco morì a Napoli il 16 gennaio 1909.